# Cypripedium micranthum
Cypripedium micranthum é uma espécie de orquídea terrestre, família Orchidaceae, que habita o Sichuan, na China.